# Josef Leppelt
Josef Leppelt (* 19. März 1900; † November 1950) war ein österreichischer Gewichtheber. Er wurde 1923 Vizeweltmeister im Schwergewicht und nahm 1924 und 1928 an den olympischen Spielen teil.

## Werdegang
Josef Leppelt begann als Jugendlicher in Wien mit dem Gewichtheben. Er gehörte dem Währinger Athleten-Klub "Herkules" Wien an. Während seiner ganzen Laufbahn startete er immer im Schwergewicht, der Gewichtsklasse, die zu seiner Zeit schon bei 82,5 kg Körpergewicht begann. Leistungsmäßig erreichte er 1921 die österreichische Spitzenklasse, in der er sich dann über zehn Jahre lang hielt. Seine Hauptkonkurrenten in Österreich waren Franz Aigner und Rudolf Schilberg.
1922 wurde Josef Leppelt erstmals österreichischer Meister im Schwergewicht. Dabei erzielte er in einem Vierkampf, der aus einarmigem Reißen, einarmigem Stoßen, beidarmigem Drücken und beidarmigem Stoßen bestand 415 kg. 1923 qualifizierte er sich für den Start bei der Weltmeisterschaft, die in Wien stattfand. Er erzielte dort im Vierkampf 400 kg und kam damit hinter Franz Aigner, der auf 420 kg kam, auf den 2. Platz. Das war sein größter internationaler Erfolg.
Im Jahre 1924 nahm er erstmals an Olympischen Spielen teil. Er kam dabei in Paris in einem Fünfkampf auf 455 kg. Mit dieser Leistung belegte er aber nur den 11. Platz. Zwischen 1924 und 1928 fanden keine Welt- oder Europameisterschaften statt. Aus diesem Grunde war er die Teilnahme an den Olympischen Spielen 1928 der nächste Start von Josef Leppelt bei einer internationalen Meisterschaft. In Amsterdam stand erstmals der olympische Dreikampf, bestehend aus beidarmigem Drücken, Reißen und Stoßen auf dem Programm. Er erzielte in diesem Wettkampf 355 kg (105-110-140) und erreichte mit dieser Leistung einen hervorragenden 5. Platz.
1931 startete Josef Leppelt bei den 2. Arbeiter-Turn- und Festspielen (sog. Arbeiter-Olympiade) in Wien und siegte dort im Schwergewicht in einem Dreikampf, der aus einarmigem Reißen, einarmigem Stoßen und beidarmigem Stoßen bestand, mit 325 kg (90-105-130).
1934 wurde er noch einmal österreichischer Meister im Schwergewicht und erzielte dabei im Fünfkampf 532,5 kg. Danach startete er noch bis Ende der 1930er Jahre vor allem bei Mannschaftskämpfen für seinen Verein.

## Internationale Erfolge
| Jahr | Platz | Wettbewerb                                                      | Wettkampfart | Gewichtsklasse | Ergebnisse |
| 1923 | 2.    | WM in Wien                                                      | VK           | Schwer         | mit 400 kg (90-90-95-125), hinter Franz Aigner (Gewichtheber), Österreich, 420 kg (85-90-114-130) |
| 1924 | 2.    | Messe-Championat in Wien                                        | VK           | Schwer         | mit 400 kg, hinter Franz Aigner, 417,5 kg, vor Eugen Becke, Österreich, 397,5 kg |
| 1924 | 11.   | OS in Paris                                                     | FK           | Schwer         | mit 455 kg; Sieger: Giuseppe Tonani, Italien, 517,5 kg (80-95-112,5-100-130) vor Franz Aigner, 515 kg (80-92,5-112,5-95-130) |
| 1928 | 5.    | OS in Amsterdam                                                 | OD           | Schwer         | mit 355 kg (105-110-140), hinter Josef Straßberger (Gewichtheber), Deutschland, 372,5 kg (122,5-107,5-142,5), Arnold Luhaäär, Estland, 360 kg (100-110-150), Jaroslav Skobla, Tschechoslowakei, 357,5 kg (100-107,5-150) und Karlis Leilands, Lettland, 355 kg |
| 1931 | 1.    | 2. Arbeiter-Turn- u. Festspiele (2. Arbeiter-Olympiade) in Wien | DK           | Schwer         | mit 325 kg (90-105-130), vor Mödlagel, Österreich, 307,5 kg und Kehr, Deutschland, 305 kg |

## Nationale Erfolge
| Jahr | Platz | Wettbewerb                                                | Wettkampfart | Gewichtsklasse | Ergebnisse |
| 1921 | 3.    | Jubiläumsstemmen zum 30-jährigen Bestehen des ÖGV in Wien | DK           | Schwer         | mit 312,5 kg (85-95-132,5), hinter Karl Swoboda, KSV Wien, 337,5 kg (72,5-115-150) und Rudolf Schilberg, Wien, 320 kg (75-100-145) |
| 1922 | 2.    | Qualif. f.d. Deutschen Kampfspiele in Wien                | FK           | Schwer         | mit 465 kg (80-80-90-95-120), hinter Franz Aigner, 485 kg (80-80-90-110-125)                                                       |
| 1922 | 1.    | Österr. Meisterschaft                                     | VK           | Schwer         | mit 415,5 kg, vor Karl Rieß, KSK "Karl-Swoboda" Wien, 375 kg und Leopold Hennermüller, AK "Lohnfuhrwerker" Wien, 375 kg            |
| 1923 | 2.    | Wiener Meisterschaft                                      | FK           | Schwer         | mit 489,5 kg (82,5-82,5-90-95-135), hinter Franz Aigner, 534 kg (85-90-90-110-150)                                                 |
| 1923 | 3.    | Österr. Meisterschaft                                     | VK           | Schwer         | mit 429,5 kg (90-95-95-140), hinter Franz Aigner, 448,5 kg (85-85-110-160) und Rudolf Schilberg, 441,75 kg (80-92,5-150)           |
| 1924 | 1.    | Wiener Meisterschaft                                      | FK           | Schwer         | mit 519 kg (85-90-95-95-145), vor Eugen Becke, 513,5 kg                                                                            |
| 1924 | 3.    | Olympia-Qualif. in Wien                                   | FK           | Schwer         | mit 412,5 kg, hinter Franz Aigner, 502,5 kg und Eugen Becke, 470 kg                                                                |
| 1924 | 2.    | Österr. Meisterschaft                                     | VK           | Schwer         | mit 434 kg (85-90-100-150), hinter Rudolf Schilberg, 434,5 kg (72,5-95-112,5-140), vor Gustav Becker, Wien, 404 kg                 |
| 1926 | 2.    | Wiener Meisterschaft                                      | FK           | Schwer         | mit 534,75 kg (85-97,5-105-100-125), hinter Rudolf Schilberg, 553 kg (75-100-105-120-130)                                          |
| 1926 | 2.    | Österr. Meisterschaft                                     | VK           | Schwer         | mit 439,5 kg (80-95-105-150), hinter Rudolf Schilberg, 453 kg (80-100-120-130)                                                     |
| 1927 | 1.    | Österr. Meisterschaft                                     | VK           | Schwer         | mit 425 kg (95-95-105-130), vor Rudolf Schilberg, 417,5 kg (77,5-92,5-117,5-130)                                                   |
| 1928 | 2.    | Olympia-Qualif. in Wien                                   | OD           | Schwer         | mit 355 kg (105-110-140), hinter Rudolf Schilberg, 362,5 kg (117,5-105-140)                                                        |
| 1928 | 1.    | Österr. Meisterschaft                                     | OD           | Schwer         | mit 345 kg, vor Karl Haberl, Wien, 320 kg                                                                                          |
| 1934 | 1.    | Österr. Meisterschaft                                     | FK           | Schwer         | mit 532,5 kg (82,5-90-110-115-135), vor Veigl, Polizei AK Wien, 505 kg                                                             |

Erläuterungen
- DK = Dreikampf, bestehend aus einarmigem Reißen, einarmigem Stoßen und beidarmigem Stoßen; OD = olympischer Dreikampf, bestehend aus beidarmigem Drücken, Reißen und Stoßen; VK = Vierkampf, bestehend aus einarmigem Reißen, einarmigem Stoßen, beidarmigem Drücken und beidarmigem Stoßen; Fünfkampf, bestehend aus einarmigem Reißen, einarmigem Stoßen, beidarmigem Drücken, beidarmigem Reißen und beidarmigem Stoßen
- bis 1927 war bei Wettkämpfen in Österreich das unfreie und das freie Umsetzen erlaubt; für Hebungen mit freiem Umsetzen bekam der Athlet einen "Zuschlag" von 10 % des gehobenen Gewichts
- Schwergewicht, Gewichtsklasse über 82,5 kg Körpergewicht
- OS = Olympische Spiele, WM = Weltmeisterschaft